# Scienze dure
Scienze dure (l'espressione è un calco dall'inglese hard science) è un'espressione della lingua corrente per indicare le scienze esatte (matematica e logica) e le scienze naturali (come la biologia, la chimica e la fisica) in contrapposizione a buona parte delle scienze sociali e umane,  talvolta definite scienze molli. Il concetto alla base è di considerare scienze dure quelle in cui predominano i dati quantitativi, raccolti con misure sperimentali ripetibili, elaborati con formule matematiche e capaci di predire fenomeni verificabili. Solo le scienze dure applicano in modo rigoroso il metodo scientifico.
La demarcazione delle scienze dure da quelle molli è talvolta più incerta di quella con le pseudoscienze da un lato a causa dell'adozione di metodi scientifici di rilevazione e trattamento dei dati in specifici settori di discipline potenzialmente considerate molli, come la psicologia, la sociologia e l'economia e dall'altro per la difficoltà o il costo di  raccogliere dati o ripetere esperimenti in alcuni settori delle stesse scienze dure.
In genere una scienza è tanto meno "dura" quanto più si basa su interpretazioni non falsificabili. Per esempio, nel settore delle discipline umanistiche, la storia fornisce un'interpretazione delle cause di eventi non ripetibili, la cui credibilità nasce dal consenso degli esperti; consenso che spesso è mutato nel tempo. Analogamente la psicoanalisi contiene elementi soggettivi, tanto da essere considerata addirittura una pseudoscienza da alcuni (fra cui Karl Popper).
In genere le scienze molli sono tali quando studiano caratteristiche individuali o irripetibili, spesso non completamente determinabili, e si avvicinano alle scienze dure quando ricercano attraverso metodi statistici e grafici le caratteristiche comuni a diverse istanze di una stessa categoria di fenomeni individuali.

## Controversie
Tale distinzione e contrapposizione tra scienze dure e molli è spesso oggetto di critiche, perché la dicotomia sarebbe in generale impiegata con l'intento di valorizzare le scienze dure a scapito delle scienze molli. Ciò perché le conclusioni cui giunge la scienza dura vengono considerate come oggettivi caratteri della realtà, ricostruiti per mezzo di esperimenti concreti (e talvolta di deduzioni) svolti da parte di ricercatori addestrati ad una rigorosa metodologia di ricerca ed interpretati da teorici che utilizzano i risultati di tali ricerche.
La distinzione tra scienze dure e molli è oggetto di controversia. Sebbene, infatti, venga comunemente ritenuta realistica, tale distinzione si ricava più dal senso comune che da un'approfondita analisi delle conclusioni della filosofia della scienza. Molti studi svolti dai moderni storici della scienza, sulla scia del lavoro svolto da Thomas Kuhn, hanno affermato che le "scienze dure" siano progredite con modalità che sono meno "pesanti" di quanto si pensa comunemente, sottolineando come spesso la decisione sulla accettazione di una determinata teoria sia stata funzione più di giudizi di tipo "soggettivo" che di quel metodo rigoroso che l'uso dell'etichetta "dure" suggerisce (e dunque tali studiosi cominciarono ad interrogarsi se esistessero delle reali distinzioni tra scienze dure e molli).  Taluni, come i sottoscrittori dello strong program della sociologia della scienza, si spingono anche oltre, fino a rimuovere qualsiasi distinzione tra "scienze dure" e "non scienze".